# Tomer Benvenisti
 Tomer Benvenisti (nacido en 1960  ) es un jugador de póker estadounidense. Llegó a la mesa final del Evento Principal de las World Series of Poker de 2003, ganando $320,000 como aficionado, tras jugar desde 1980.  Su compañero aficionado Chris Moneymaker ganó la mesa final ese año  y, al igual que Moneymaker, Benevisti también se clasificó al torneo a través de un torneo en línea.  Sus ganancias totales ascienden a $384,206 al 19 de junio de 2025, lo que lo sitúa en el puesto 9,035 de la lista histórica de ganancias, con un mejor ranking histórico en el puesto 335.   